# Слон (шахматы)
|   | a | b | c | d | e | f | g | h |   |
| - | --- | --- | --- | --- | --- | --- | --- | --- | - |
| 8 | h8 чёрный крест · a7 чёрный крест · d7 чёрная пешка · g7 чёрный крест · h7 чёрный круг · b6 чёрный крест · e6 чёрный круг · f6 чёрный крест · g6 чёрный круг · c5 чёрный крест · e5 чёрный крест · f5 белый слон · d4 чёрный слон · e4 чёрный круг · g4 чёрный круг · c3 чёрный крест · d3 чёрный круг · e3 чёрный крест · h3 чёрный круг · b2 чёрный крест · c2 белая пешка · f2 чёрный крест · a1 чёрный крест · g1 чёрный крест | h8 чёрный крест · a7 чёрный крест · d7 чёрная пешка · g7 чёрный крест · h7 чёрный круг · b6 чёрный крест · e6 чёрный круг · f6 чёрный крест · g6 чёрный круг · c5 чёрный крест · e5 чёрный крест · f5 белый слон · d4 чёрный слон · e4 чёрный круг · g4 чёрный круг · c3 чёрный крест · d3 чёрный круг · e3 чёрный крест · h3 чёрный круг · b2 чёрный крест · c2 белая пешка · f2 чёрный крест · a1 чёрный крест · g1 чёрный крест | h8 чёрный крест · a7 чёрный крест · d7 чёрная пешка · g7 чёрный крест · h7 чёрный круг · b6 чёрный крест · e6 чёрный круг · f6 чёрный крест · g6 чёрный круг · c5 чёрный крест · e5 чёрный крест · f5 белый слон · d4 чёрный слон · e4 чёрный круг · g4 чёрный круг · c3 чёрный крест · d3 чёрный круг · e3 чёрный крест · h3 чёрный круг · b2 чёрный крест · c2 белая пешка · f2 чёрный крест · a1 чёрный крест · g1 чёрный крест | h8 чёрный крест · a7 чёрный крест · d7 чёрная пешка · g7 чёрный крест · h7 чёрный круг · b6 чёрный крест · e6 чёрный круг · f6 чёрный крест · g6 чёрный круг · c5 чёрный крест · e5 чёрный крест · f5 белый слон · d4 чёрный слон · e4 чёрный круг · g4 чёрный круг · c3 чёрный крест · d3 чёрный круг · e3 чёрный крест · h3 чёрный круг · b2 чёрный крест · c2 белая пешка · f2 чёрный крест · a1 чёрный крест · g1 чёрный крест | h8 чёрный крест · a7 чёрный крест · d7 чёрная пешка · g7 чёрный крест · h7 чёрный круг · b6 чёрный крест · e6 чёрный круг · f6 чёрный крест · g6 чёрный круг · c5 чёрный крест · e5 чёрный крест · f5 белый слон · d4 чёрный слон · e4 чёрный круг · g4 чёрный круг · c3 чёрный крест · d3 чёрный круг · e3 чёрный крест · h3 чёрный круг · b2 чёрный крест · c2 белая пешка · f2 чёрный крест · a1 чёрный крест · g1 чёрный крест | h8 чёрный крест · a7 чёрный крест · d7 чёрная пешка · g7 чёрный крест · h7 чёрный круг · b6 чёрный крест · e6 чёрный круг · f6 чёрный крест · g6 чёрный круг · c5 чёрный крест · e5 чёрный крест · f5 белый слон · d4 чёрный слон · e4 чёрный круг · g4 чёрный круг · c3 чёрный крест · d3 чёрный круг · e3 чёрный крест · h3 чёрный круг · b2 чёрный крест · c2 белая пешка · f2 чёрный крест · a1 чёрный крест · g1 чёрный крест | h8 чёрный крест · a7 чёрный крест · d7 чёрная пешка · g7 чёрный крест · h7 чёрный круг · b6 чёрный крест · e6 чёрный круг · f6 чёрный крест · g6 чёрный круг · c5 чёрный крест · e5 чёрный крест · f5 белый слон · d4 чёрный слон · e4 чёрный круг · g4 чёрный круг · c3 чёрный крест · d3 чёрный круг · e3 чёрный крест · h3 чёрный круг · b2 чёрный крест · c2 белая пешка · f2 чёрный крест · a1 чёрный крест · g1 чёрный крест | h8 чёрный крест · a7 чёрный крест · d7 чёрная пешка · g7 чёрный крест · h7 чёрный круг · b6 чёрный крест · e6 чёрный круг · f6 чёрный крест · g6 чёрный круг · c5 чёрный крест · e5 чёрный крест · f5 белый слон · d4 чёрный слон · e4 чёрный круг · g4 чёрный круг · c3 чёрный крест · d3 чёрный круг · e3 чёрный крест · h3 чёрный круг · b2 чёрный крест · c2 белая пешка · f2 чёрный крест · a1 чёрный крест · g1 чёрный крест | 8 |
| 7 | h8 чёрный крест · a7 чёрный крест · d7 чёрная пешка · g7 чёрный крест · h7 чёрный круг · b6 чёрный крест · e6 чёрный круг · f6 чёрный крест · g6 чёрный круг · c5 чёрный крест · e5 чёрный крест · f5 белый слон · d4 чёрный слон · e4 чёрный круг · g4 чёрный круг · c3 чёрный крест · d3 чёрный круг · e3 чёрный крест · h3 чёрный круг · b2 чёрный крест · c2 белая пешка · f2 чёрный крест · a1 чёрный крест · g1 чёрный крест | h8 чёрный крест · a7 чёрный крест · d7 чёрная пешка · g7 чёрный крест · h7 чёрный круг · b6 чёрный крест · e6 чёрный круг · f6 чёрный крест · g6 чёрный круг · c5 чёрный крест · e5 чёрный крест · f5 белый слон · d4 чёрный слон · e4 чёрный круг · g4 чёрный круг · c3 чёрный крест · d3 чёрный круг · e3 чёрный крест · h3 чёрный круг · b2 чёрный крест · c2 белая пешка · f2 чёрный крест · a1 чёрный крест · g1 чёрный крест | h8 чёрный крест · a7 чёрный крест · d7 чёрная пешка · g7 чёрный крест · h7 чёрный круг · b6 чёрный крест · e6 чёрный круг · f6 чёрный крест · g6 чёрный круг · c5 чёрный крест · e5 чёрный крест · f5 белый слон · d4 чёрный слон · e4 чёрный круг · g4 чёрный круг · c3 чёрный крест · d3 чёрный круг · e3 чёрный крест · h3 чёрный круг · b2 чёрный крест · c2 белая пешка · f2 чёрный крест · a1 чёрный крест · g1 чёрный крест | h8 чёрный крест · a7 чёрный крест · d7 чёрная пешка · g7 чёрный крест · h7 чёрный круг · b6 чёрный крест · e6 чёрный круг · f6 чёрный крест · g6 чёрный круг · c5 чёрный крест · e5 чёрный крест · f5 белый слон · d4 чёрный слон · e4 чёрный круг · g4 чёрный круг · c3 чёрный крест · d3 чёрный круг · e3 чёрный крест · h3 чёрный круг · b2 чёрный крест · c2 белая пешка · f2 чёрный крест · a1 чёрный крест · g1 чёрный крест | h8 чёрный крест · a7 чёрный крест · d7 чёрная пешка · g7 чёрный крест · h7 чёрный круг · b6 чёрный крест · e6 чёрный круг · f6 чёрный крест · g6 чёрный круг · c5 чёрный крест · e5 чёрный крест · f5 белый слон · d4 чёрный слон · e4 чёрный круг · g4 чёрный круг · c3 чёрный крест · d3 чёрный круг · e3 чёрный крест · h3 чёрный круг · b2 чёрный крест · c2 белая пешка · f2 чёрный крест · a1 чёрный крест · g1 чёрный крест | h8 чёрный крест · a7 чёрный крест · d7 чёрная пешка · g7 чёрный крест · h7 чёрный круг · b6 чёрный крест · e6 чёрный круг · f6 чёрный крест · g6 чёрный круг · c5 чёрный крест · e5 чёрный крест · f5 белый слон · d4 чёрный слон · e4 чёрный круг · g4 чёрный круг · c3 чёрный крест · d3 чёрный круг · e3 чёрный крест · h3 чёрный круг · b2 чёрный крест · c2 белая пешка · f2 чёрный крест · a1 чёрный крест · g1 чёрный крест | h8 чёрный крест · a7 чёрный крест · d7 чёрная пешка · g7 чёрный крест · h7 чёрный круг · b6 чёрный крест · e6 чёрный круг · f6 чёрный крест · g6 чёрный круг · c5 чёрный крест · e5 чёрный крест · f5 белый слон · d4 чёрный слон · e4 чёрный круг · g4 чёрный круг · c3 чёрный крест · d3 чёрный круг · e3 чёрный крест · h3 чёрный круг · b2 чёрный крест · c2 белая пешка · f2 чёрный крест · a1 чёрный крест · g1 чёрный крест | h8 чёрный крест · a7 чёрный крест · d7 чёрная пешка · g7 чёрный крест · h7 чёрный круг · b6 чёрный крест · e6 чёрный круг · f6 чёрный крест · g6 чёрный круг · c5 чёрный крест · e5 чёрный крест · f5 белый слон · d4 чёрный слон · e4 чёрный круг · g4 чёрный круг · c3 чёрный крест · d3 чёрный круг · e3 чёрный крест · h3 чёрный круг · b2 чёрный крест · c2 белая пешка · f2 чёрный крест · a1 чёрный крест · g1 чёрный крест | 7 |
| 6 | h8 чёрный крест · a7 чёрный крест · d7 чёрная пешка · g7 чёрный крест · h7 чёрный круг · b6 чёрный крест · e6 чёрный круг · f6 чёрный крест · g6 чёрный круг · c5 чёрный крест · e5 чёрный крест · f5 белый слон · d4 чёрный слон · e4 чёрный круг · g4 чёрный круг · c3 чёрный крест · d3 чёрный круг · e3 чёрный крест · h3 чёрный круг · b2 чёрный крест · c2 белая пешка · f2 чёрный крест · a1 чёрный крест · g1 чёрный крест | h8 чёрный крест · a7 чёрный крест · d7 чёрная пешка · g7 чёрный крест · h7 чёрный круг · b6 чёрный крест · e6 чёрный круг · f6 чёрный крест · g6 чёрный круг · c5 чёрный крест · e5 чёрный крест · f5 белый слон · d4 чёрный слон · e4 чёрный круг · g4 чёрный круг · c3 чёрный крест · d3 чёрный круг · e3 чёрный крест · h3 чёрный круг · b2 чёрный крест · c2 белая пешка · f2 чёрный крест · a1 чёрный крест · g1 чёрный крест | h8 чёрный крест · a7 чёрный крест · d7 чёрная пешка · g7 чёрный крест · h7 чёрный круг · b6 чёрный крест · e6 чёрный круг · f6 чёрный крест · g6 чёрный круг · c5 чёрный крест · e5 чёрный крест · f5 белый слон · d4 чёрный слон · e4 чёрный круг · g4 чёрный круг · c3 чёрный крест · d3 чёрный круг · e3 чёрный крест · h3 чёрный круг · b2 чёрный крест · c2 белая пешка · f2 чёрный крест · a1 чёрный крест · g1 чёрный крест | h8 чёрный крест · a7 чёрный крест · d7 чёрная пешка · g7 чёрный крест · h7 чёрный круг · b6 чёрный крест · e6 чёрный круг · f6 чёрный крест · g6 чёрный круг · c5 чёрный крест · e5 чёрный крест · f5 белый слон · d4 чёрный слон · e4 чёрный круг · g4 чёрный круг · c3 чёрный крест · d3 чёрный круг · e3 чёрный крест · h3 чёрный круг · b2 чёрный крест · c2 белая пешка · f2 чёрный крест · a1 чёрный крест · g1 чёрный крест | h8 чёрный крест · a7 чёрный крест · d7 чёрная пешка · g7 чёрный крест · h7 чёрный круг · b6 чёрный крест · e6 чёрный круг · f6 чёрный крест · g6 чёрный круг · c5 чёрный крест · e5 чёрный крест · f5 белый слон · d4 чёрный слон · e4 чёрный круг · g4 чёрный круг · c3 чёрный крест · d3 чёрный круг · e3 чёрный крест · h3 чёрный круг · b2 чёрный крест · c2 белая пешка · f2 чёрный крест · a1 чёрный крест · g1 чёрный крест | h8 чёрный крест · a7 чёрный крест · d7 чёрная пешка · g7 чёрный крест · h7 чёрный круг · b6 чёрный крест · e6 чёрный круг · f6 чёрный крест · g6 чёрный круг · c5 чёрный крест · e5 чёрный крест · f5 белый слон · d4 чёрный слон · e4 чёрный круг · g4 чёрный круг · c3 чёрный крест · d3 чёрный круг · e3 чёрный крест · h3 чёрный круг · b2 чёрный крест · c2 белая пешка · f2 чёрный крест · a1 чёрный крест · g1 чёрный крест | h8 чёрный крест · a7 чёрный крест · d7 чёрная пешка · g7 чёрный крест · h7 чёрный круг · b6 чёрный крест · e6 чёрный круг · f6 чёрный крест · g6 чёрный круг · c5 чёрный крест · e5 чёрный крест · f5 белый слон · d4 чёрный слон · e4 чёрный круг · g4 чёрный круг · c3 чёрный крест · d3 чёрный круг · e3 чёрный крест · h3 чёрный круг · b2 чёрный крест · c2 белая пешка · f2 чёрный крест · a1 чёрный крест · g1 чёрный крест | h8 чёрный крест · a7 чёрный крест · d7 чёрная пешка · g7 чёрный крест · h7 чёрный круг · b6 чёрный крест · e6 чёрный круг · f6 чёрный крест · g6 чёрный круг · c5 чёрный крест · e5 чёрный крест · f5 белый слон · d4 чёрный слон · e4 чёрный круг · g4 чёрный круг · c3 чёрный крест · d3 чёрный круг · e3 чёрный крест · h3 чёрный круг · b2 чёрный крест · c2 белая пешка · f2 чёрный крест · a1 чёрный крест · g1 чёрный крест | 6 |
| 5 | h8 чёрный крест · a7 чёрный крест · d7 чёрная пешка · g7 чёрный крест · h7 чёрный круг · b6 чёрный крест · e6 чёрный круг · f6 чёрный крест · g6 чёрный круг · c5 чёрный крест · e5 чёрный крест · f5 белый слон · d4 чёрный слон · e4 чёрный круг · g4 чёрный круг · c3 чёрный крест · d3 чёрный круг · e3 чёрный крест · h3 чёрный круг · b2 чёрный крест · c2 белая пешка · f2 чёрный крест · a1 чёрный крест · g1 чёрный крест | h8 чёрный крест · a7 чёрный крест · d7 чёрная пешка · g7 чёрный крест · h7 чёрный круг · b6 чёрный крест · e6 чёрный круг · f6 чёрный крест · g6 чёрный круг · c5 чёрный крест · e5 чёрный крест · f5 белый слон · d4 чёрный слон · e4 чёрный круг · g4 чёрный круг · c3 чёрный крест · d3 чёрный круг · e3 чёрный крест · h3 чёрный круг · b2 чёрный крест · c2 белая пешка · f2 чёрный крест · a1 чёрный крест · g1 чёрный крест | h8 чёрный крест · a7 чёрный крест · d7 чёрная пешка · g7 чёрный крест · h7 чёрный круг · b6 чёрный крест · e6 чёрный круг · f6 чёрный крест · g6 чёрный круг · c5 чёрный крест · e5 чёрный крест · f5 белый слон · d4 чёрный слон · e4 чёрный круг · g4 чёрный круг · c3 чёрный крест · d3 чёрный круг · e3 чёрный крест · h3 чёрный круг · b2 чёрный крест · c2 белая пешка · f2 чёрный крест · a1 чёрный крест · g1 чёрный крест | h8 чёрный крест · a7 чёрный крест · d7 чёрная пешка · g7 чёрный крест · h7 чёрный круг · b6 чёрный крест · e6 чёрный круг · f6 чёрный крест · g6 чёрный круг · c5 чёрный крест · e5 чёрный крест · f5 белый слон · d4 чёрный слон · e4 чёрный круг · g4 чёрный круг · c3 чёрный крест · d3 чёрный круг · e3 чёрный крест · h3 чёрный круг · b2 чёрный крест · c2 белая пешка · f2 чёрный крест · a1 чёрный крест · g1 чёрный крест | h8 чёрный крест · a7 чёрный крест · d7 чёрная пешка · g7 чёрный крест · h7 чёрный круг · b6 чёрный крест · e6 чёрный круг · f6 чёрный крест · g6 чёрный круг · c5 чёрный крест · e5 чёрный крест · f5 белый слон · d4 чёрный слон · e4 чёрный круг · g4 чёрный круг · c3 чёрный крест · d3 чёрный круг · e3 чёрный крест · h3 чёрный круг · b2 чёрный крест · c2 белая пешка · f2 чёрный крест · a1 чёрный крест · g1 чёрный крест | h8 чёрный крест · a7 чёрный крест · d7 чёрная пешка · g7 чёрный крест · h7 чёрный круг · b6 чёрный крест · e6 чёрный круг · f6 чёрный крест · g6 чёрный круг · c5 чёрный крест · e5 чёрный крест · f5 белый слон · d4 чёрный слон · e4 чёрный круг · g4 чёрный круг · c3 чёрный крест · d3 чёрный круг · e3 чёрный крест · h3 чёрный круг · b2 чёрный крест · c2 белая пешка · f2 чёрный крест · a1 чёрный крест · g1 чёрный крест | h8 чёрный крест · a7 чёрный крест · d7 чёрная пешка · g7 чёрный крест · h7 чёрный круг · b6 чёрный крест · e6 чёрный круг · f6 чёрный крест · g6 чёрный круг · c5 чёрный крест · e5 чёрный крест · f5 белый слон · d4 чёрный слон · e4 чёрный круг · g4 чёрный круг · c3 чёрный крест · d3 чёрный круг · e3 чёрный крест · h3 чёрный круг · b2 чёрный крест · c2 белая пешка · f2 чёрный крест · a1 чёрный крест · g1 чёрный крест | h8 чёрный крест · a7 чёрный крест · d7 чёрная пешка · g7 чёрный крест · h7 чёрный круг · b6 чёрный крест · e6 чёрный круг · f6 чёрный крест · g6 чёрный круг · c5 чёрный крест · e5 чёрный крест · f5 белый слон · d4 чёрный слон · e4 чёрный круг · g4 чёрный круг · c3 чёрный крест · d3 чёрный круг · e3 чёрный крест · h3 чёрный круг · b2 чёрный крест · c2 белая пешка · f2 чёрный крест · a1 чёрный крест · g1 чёрный крест | 5 |
| 4 | h8 чёрный крест · a7 чёрный крест · d7 чёрная пешка · g7 чёрный крест · h7 чёрный круг · b6 чёрный крест · e6 чёрный круг · f6 чёрный крест · g6 чёрный круг · c5 чёрный крест · e5 чёрный крест · f5 белый слон · d4 чёрный слон · e4 чёрный круг · g4 чёрный круг · c3 чёрный крест · d3 чёрный круг · e3 чёрный крест · h3 чёрный круг · b2 чёрный крест · c2 белая пешка · f2 чёрный крест · a1 чёрный крест · g1 чёрный крест | h8 чёрный крест · a7 чёрный крест · d7 чёрная пешка · g7 чёрный крест · h7 чёрный круг · b6 чёрный крест · e6 чёрный круг · f6 чёрный крест · g6 чёрный круг · c5 чёрный крест · e5 чёрный крест · f5 белый слон · d4 чёрный слон · e4 чёрный круг · g4 чёрный круг · c3 чёрный крест · d3 чёрный круг · e3 чёрный крест · h3 чёрный круг · b2 чёрный крест · c2 белая пешка · f2 чёрный крест · a1 чёрный крест · g1 чёрный крест | h8 чёрный крест · a7 чёрный крест · d7 чёрная пешка · g7 чёрный крест · h7 чёрный круг · b6 чёрный крест · e6 чёрный круг · f6 чёрный крест · g6 чёрный круг · c5 чёрный крест · e5 чёрный крест · f5 белый слон · d4 чёрный слон · e4 чёрный круг · g4 чёрный круг · c3 чёрный крест · d3 чёрный круг · e3 чёрный крест · h3 чёрный круг · b2 чёрный крест · c2 белая пешка · f2 чёрный крест · a1 чёрный крест · g1 чёрный крест | h8 чёрный крест · a7 чёрный крест · d7 чёрная пешка · g7 чёрный крест · h7 чёрный круг · b6 чёрный крест · e6 чёрный круг · f6 чёрный крест · g6 чёрный круг · c5 чёрный крест · e5 чёрный крест · f5 белый слон · d4 чёрный слон · e4 чёрный круг · g4 чёрный круг · c3 чёрный крест · d3 чёрный круг · e3 чёрный крест · h3 чёрный круг · b2 чёрный крест · c2 белая пешка · f2 чёрный крест · a1 чёрный крест · g1 чёрный крест | h8 чёрный крест · a7 чёрный крест · d7 чёрная пешка · g7 чёрный крест · h7 чёрный круг · b6 чёрный крест · e6 чёрный круг · f6 чёрный крест · g6 чёрный круг · c5 чёрный крест · e5 чёрный крест · f5 белый слон · d4 чёрный слон · e4 чёрный круг · g4 чёрный круг · c3 чёрный крест · d3 чёрный круг · e3 чёрный крест · h3 чёрный круг · b2 чёрный крест · c2 белая пешка · f2 чёрный крест · a1 чёрный крест · g1 чёрный крест | h8 чёрный крест · a7 чёрный крест · d7 чёрная пешка · g7 чёрный крест · h7 чёрный круг · b6 чёрный крест · e6 чёрный круг · f6 чёрный крест · g6 чёрный круг · c5 чёрный крест · e5 чёрный крест · f5 белый слон · d4 чёрный слон · e4 чёрный круг · g4 чёрный круг · c3 чёрный крест · d3 чёрный круг · e3 чёрный крест · h3 чёрный круг · b2 чёрный крест · c2 белая пешка · f2 чёрный крест · a1 чёрный крест · g1 чёрный крест | h8 чёрный крест · a7 чёрный крест · d7 чёрная пешка · g7 чёрный крест · h7 чёрный круг · b6 чёрный крест · e6 чёрный круг · f6 чёрный крест · g6 чёрный круг · c5 чёрный крест · e5 чёрный крест · f5 белый слон · d4 чёрный слон · e4 чёрный круг · g4 чёрный круг · c3 чёрный крест · d3 чёрный круг · e3 чёрный крест · h3 чёрный круг · b2 чёрный крест · c2 белая пешка · f2 чёрный крест · a1 чёрный крест · g1 чёрный крест | h8 чёрный крест · a7 чёрный крест · d7 чёрная пешка · g7 чёрный крест · h7 чёрный круг · b6 чёрный крест · e6 чёрный круг · f6 чёрный крест · g6 чёрный круг · c5 чёрный крест · e5 чёрный крест · f5 белый слон · d4 чёрный слон · e4 чёрный круг · g4 чёрный круг · c3 чёрный крест · d3 чёрный круг · e3 чёрный крест · h3 чёрный круг · b2 чёрный крест · c2 белая пешка · f2 чёрный крест · a1 чёрный крест · g1 чёрный крест | 4 |
| 3 | h8 чёрный крест · a7 чёрный крест · d7 чёрная пешка · g7 чёрный крест · h7 чёрный круг · b6 чёрный крест · e6 чёрный круг · f6 чёрный крест · g6 чёрный круг · c5 чёрный крест · e5 чёрный крест · f5 белый слон · d4 чёрный слон · e4 чёрный круг · g4 чёрный круг · c3 чёрный крест · d3 чёрный круг · e3 чёрный крест · h3 чёрный круг · b2 чёрный крест · c2 белая пешка · f2 чёрный крест · a1 чёрный крест · g1 чёрный крест | h8 чёрный крест · a7 чёрный крест · d7 чёрная пешка · g7 чёрный крест · h7 чёрный круг · b6 чёрный крест · e6 чёрный круг · f6 чёрный крест · g6 чёрный круг · c5 чёрный крест · e5 чёрный крест · f5 белый слон · d4 чёрный слон · e4 чёрный круг · g4 чёрный круг · c3 чёрный крест · d3 чёрный круг · e3 чёрный крест · h3 чёрный круг · b2 чёрный крест · c2 белая пешка · f2 чёрный крест · a1 чёрный крест · g1 чёрный крест | h8 чёрный крест · a7 чёрный крест · d7 чёрная пешка · g7 чёрный крест · h7 чёрный круг · b6 чёрный крест · e6 чёрный круг · f6 чёрный крест · g6 чёрный круг · c5 чёрный крест · e5 чёрный крест · f5 белый слон · d4 чёрный слон · e4 чёрный круг · g4 чёрный круг · c3 чёрный крест · d3 чёрный круг · e3 чёрный крест · h3 чёрный круг · b2 чёрный крест · c2 белая пешка · f2 чёрный крест · a1 чёрный крест · g1 чёрный крест | h8 чёрный крест · a7 чёрный крест · d7 чёрная пешка · g7 чёрный крест · h7 чёрный круг · b6 чёрный крест · e6 чёрный круг · f6 чёрный крест · g6 чёрный круг · c5 чёрный крест · e5 чёрный крест · f5 белый слон · d4 чёрный слон · e4 чёрный круг · g4 чёрный круг · c3 чёрный крест · d3 чёрный круг · e3 чёрный крест · h3 чёрный круг · b2 чёрный крест · c2 белая пешка · f2 чёрный крест · a1 чёрный крест · g1 чёрный крест | h8 чёрный крест · a7 чёрный крест · d7 чёрная пешка · g7 чёрный крест · h7 чёрный круг · b6 чёрный крест · e6 чёрный круг · f6 чёрный крест · g6 чёрный круг · c5 чёрный крест · e5 чёрный крест · f5 белый слон · d4 чёрный слон · e4 чёрный круг · g4 чёрный круг · c3 чёрный крест · d3 чёрный круг · e3 чёрный крест · h3 чёрный круг · b2 чёрный крест · c2 белая пешка · f2 чёрный крест · a1 чёрный крест · g1 чёрный крест | h8 чёрный крест · a7 чёрный крест · d7 чёрная пешка · g7 чёрный крест · h7 чёрный круг · b6 чёрный крест · e6 чёрный круг · f6 чёрный крест · g6 чёрный круг · c5 чёрный крест · e5 чёрный крест · f5 белый слон · d4 чёрный слон · e4 чёрный круг · g4 чёрный круг · c3 чёрный крест · d3 чёрный круг · e3 чёрный крест · h3 чёрный круг · b2 чёрный крест · c2 белая пешка · f2 чёрный крест · a1 чёрный крест · g1 чёрный крест | h8 чёрный крест · a7 чёрный крест · d7 чёрная пешка · g7 чёрный крест · h7 чёрный круг · b6 чёрный крест · e6 чёрный круг · f6 чёрный крест · g6 чёрный круг · c5 чёрный крест · e5 чёрный крест · f5 белый слон · d4 чёрный слон · e4 чёрный круг · g4 чёрный круг · c3 чёрный крест · d3 чёрный круг · e3 чёрный крест · h3 чёрный круг · b2 чёрный крест · c2 белая пешка · f2 чёрный крест · a1 чёрный крест · g1 чёрный крест | h8 чёрный крест · a7 чёрный крест · d7 чёрная пешка · g7 чёрный крест · h7 чёрный круг · b6 чёрный крест · e6 чёрный круг · f6 чёрный крест · g6 чёрный круг · c5 чёрный крест · e5 чёрный крест · f5 белый слон · d4 чёрный слон · e4 чёрный круг · g4 чёрный круг · c3 чёрный крест · d3 чёрный круг · e3 чёрный крест · h3 чёрный круг · b2 чёрный крест · c2 белая пешка · f2 чёрный крест · a1 чёрный крест · g1 чёрный крест | 3 |
| 2 | h8 чёрный крест · a7 чёрный крест · d7 чёрная пешка · g7 чёрный крест · h7 чёрный круг · b6 чёрный крест · e6 чёрный круг · f6 чёрный крест · g6 чёрный круг · c5 чёрный крест · e5 чёрный крест · f5 белый слон · d4 чёрный слон · e4 чёрный круг · g4 чёрный круг · c3 чёрный крест · d3 чёрный круг · e3 чёрный крест · h3 чёрный круг · b2 чёрный крест · c2 белая пешка · f2 чёрный крест · a1 чёрный крест · g1 чёрный крест | h8 чёрный крест · a7 чёрный крест · d7 чёрная пешка · g7 чёрный крест · h7 чёрный круг · b6 чёрный крест · e6 чёрный круг · f6 чёрный крест · g6 чёрный круг · c5 чёрный крест · e5 чёрный крест · f5 белый слон · d4 чёрный слон · e4 чёрный круг · g4 чёрный круг · c3 чёрный крест · d3 чёрный круг · e3 чёрный крест · h3 чёрный круг · b2 чёрный крест · c2 белая пешка · f2 чёрный крест · a1 чёрный крест · g1 чёрный крест | h8 чёрный крест · a7 чёрный крест · d7 чёрная пешка · g7 чёрный крест · h7 чёрный круг · b6 чёрный крест · e6 чёрный круг · f6 чёрный крест · g6 чёрный круг · c5 чёрный крест · e5 чёрный крест · f5 белый слон · d4 чёрный слон · e4 чёрный круг · g4 чёрный круг · c3 чёрный крест · d3 чёрный круг · e3 чёрный крест · h3 чёрный круг · b2 чёрный крест · c2 белая пешка · f2 чёрный крест · a1 чёрный крест · g1 чёрный крест | h8 чёрный крест · a7 чёрный крест · d7 чёрная пешка · g7 чёрный крест · h7 чёрный круг · b6 чёрный крест · e6 чёрный круг · f6 чёрный крест · g6 чёрный круг · c5 чёрный крест · e5 чёрный крест · f5 белый слон · d4 чёрный слон · e4 чёрный круг · g4 чёрный круг · c3 чёрный крест · d3 чёрный круг · e3 чёрный крест · h3 чёрный круг · b2 чёрный крест · c2 белая пешка · f2 чёрный крест · a1 чёрный крест · g1 чёрный крест | h8 чёрный крест · a7 чёрный крест · d7 чёрная пешка · g7 чёрный крест · h7 чёрный круг · b6 чёрный крест · e6 чёрный круг · f6 чёрный крест · g6 чёрный круг · c5 чёрный крест · e5 чёрный крест · f5 белый слон · d4 чёрный слон · e4 чёрный круг · g4 чёрный круг · c3 чёрный крест · d3 чёрный круг · e3 чёрный крест · h3 чёрный круг · b2 чёрный крест · c2 белая пешка · f2 чёрный крест · a1 чёрный крест · g1 чёрный крест | h8 чёрный крест · a7 чёрный крест · d7 чёрная пешка · g7 чёрный крест · h7 чёрный круг · b6 чёрный крест · e6 чёрный круг · f6 чёрный крест · g6 чёрный круг · c5 чёрный крест · e5 чёрный крест · f5 белый слон · d4 чёрный слон · e4 чёрный круг · g4 чёрный круг · c3 чёрный крест · d3 чёрный круг · e3 чёрный крест · h3 чёрный круг · b2 чёрный крест · c2 белая пешка · f2 чёрный крест · a1 чёрный крест · g1 чёрный крест | h8 чёрный крест · a7 чёрный крест · d7 чёрная пешка · g7 чёрный крест · h7 чёрный круг · b6 чёрный крест · e6 чёрный круг · f6 чёрный крест · g6 чёрный круг · c5 чёрный крест · e5 чёрный крест · f5 белый слон · d4 чёрный слон · e4 чёрный круг · g4 чёрный круг · c3 чёрный крест · d3 чёрный круг · e3 чёрный крест · h3 чёрный круг · b2 чёрный крест · c2 белая пешка · f2 чёрный крест · a1 чёрный крест · g1 чёрный крест | h8 чёрный крест · a7 чёрный крест · d7 чёрная пешка · g7 чёрный крест · h7 чёрный круг · b6 чёрный крест · e6 чёрный круг · f6 чёрный крест · g6 чёрный круг · c5 чёрный крест · e5 чёрный крест · f5 белый слон · d4 чёрный слон · e4 чёрный круг · g4 чёрный круг · c3 чёрный крест · d3 чёрный круг · e3 чёрный крест · h3 чёрный круг · b2 чёрный крест · c2 белая пешка · f2 чёрный крест · a1 чёрный крест · g1 чёрный крест | 2 |
| 1 | h8 чёрный крест · a7 чёрный крест · d7 чёрная пешка · g7 чёрный крест · h7 чёрный круг · b6 чёрный крест · e6 чёрный круг · f6 чёрный крест · g6 чёрный круг · c5 чёрный крест · e5 чёрный крест · f5 белый слон · d4 чёрный слон · e4 чёрный круг · g4 чёрный круг · c3 чёрный крест · d3 чёрный круг · e3 чёрный крест · h3 чёрный круг · b2 чёрный крест · c2 белая пешка · f2 чёрный крест · a1 чёрный крест · g1 чёрный крест | h8 чёрный крест · a7 чёрный крест · d7 чёрная пешка · g7 чёрный крест · h7 чёрный круг · b6 чёрный крест · e6 чёрный круг · f6 чёрный крест · g6 чёрный круг · c5 чёрный крест · e5 чёрный крест · f5 белый слон · d4 чёрный слон · e4 чёрный круг · g4 чёрный круг · c3 чёрный крест · d3 чёрный круг · e3 чёрный крест · h3 чёрный круг · b2 чёрный крест · c2 белая пешка · f2 чёрный крест · a1 чёрный крест · g1 чёрный крест | h8 чёрный крест · a7 чёрный крест · d7 чёрная пешка · g7 чёрный крест · h7 чёрный круг · b6 чёрный крест · e6 чёрный круг · f6 чёрный крест · g6 чёрный круг · c5 чёрный крест · e5 чёрный крест · f5 белый слон · d4 чёрный слон · e4 чёрный круг · g4 чёрный круг · c3 чёрный крест · d3 чёрный круг · e3 чёрный крест · h3 чёрный круг · b2 чёрный крест · c2 белая пешка · f2 чёрный крест · a1 чёрный крест · g1 чёрный крест | h8 чёрный крест · a7 чёрный крест · d7 чёрная пешка · g7 чёрный крест · h7 чёрный круг · b6 чёрный крест · e6 чёрный круг · f6 чёрный крест · g6 чёрный круг · c5 чёрный крест · e5 чёрный крест · f5 белый слон · d4 чёрный слон · e4 чёрный круг · g4 чёрный круг · c3 чёрный крест · d3 чёрный круг · e3 чёрный крест · h3 чёрный круг · b2 чёрный крест · c2 белая пешка · f2 чёрный крест · a1 чёрный крест · g1 чёрный крест | h8 чёрный крест · a7 чёрный крест · d7 чёрная пешка · g7 чёрный крест · h7 чёрный круг · b6 чёрный крест · e6 чёрный круг · f6 чёрный крест · g6 чёрный круг · c5 чёрный крест · e5 чёрный крест · f5 белый слон · d4 чёрный слон · e4 чёрный круг · g4 чёрный круг · c3 чёрный крест · d3 чёрный круг · e3 чёрный крест · h3 чёрный круг · b2 чёрный крест · c2 белая пешка · f2 чёрный крест · a1 чёрный крест · g1 чёрный крест | h8 чёрный крест · a7 чёрный крест · d7 чёрная пешка · g7 чёрный крест · h7 чёрный круг · b6 чёрный крест · e6 чёрный круг · f6 чёрный крест · g6 чёрный круг · c5 чёрный крест · e5 чёрный крест · f5 белый слон · d4 чёрный слон · e4 чёрный круг · g4 чёрный круг · c3 чёрный крест · d3 чёрный круг · e3 чёрный крест · h3 чёрный круг · b2 чёрный крест · c2 белая пешка · f2 чёрный крест · a1 чёрный крест · g1 чёрный крест | h8 чёрный крест · a7 чёрный крест · d7 чёрная пешка · g7 чёрный крест · h7 чёрный круг · b6 чёрный крест · e6 чёрный круг · f6 чёрный крест · g6 чёрный круг · c5 чёрный крест · e5 чёрный крест · f5 белый слон · d4 чёрный слон · e4 чёрный круг · g4 чёрный круг · c3 чёрный крест · d3 чёрный круг · e3 чёрный крест · h3 чёрный круг · b2 чёрный крест · c2 белая пешка · f2 чёрный крест · a1 чёрный крест · g1 чёрный крест | h8 чёрный крест · a7 чёрный крест · d7 чёрная пешка · g7 чёрный крест · h7 чёрный круг · b6 чёрный крест · e6 чёрный круг · f6 чёрный крест · g6 чёрный круг · c5 чёрный крест · e5 чёрный крест · f5 белый слон · d4 чёрный слон · e4 чёрный круг · g4 чёрный круг · c3 чёрный крест · d3 чёрный круг · e3 чёрный крест · h3 чёрный круг · b2 чёрный крест · c2 белая пешка · f2 чёрный крест · a1 чёрный крест · g1 чёрный крест | 1 |
|   | a | b | c | d | e | f | g | h |   |

Слон (юникод ♗♝) — шахматная фигура. 
Игроки начинают игру (партию) с двумя слонами, у каждого. В начале партии белые слоны занимают поля c1 и f1, чёрные — c8 и f8.

## Название
На разных языках слон в шахматах имеет самые различные названия:
- «шут» или «сумасшедший» (фр. fou; рум. nebun) — на французском и румынском;
- «бегун» (нем. läufer, латыш. laidnis, венг. futó) — на немецком, латышском и венгерском;
- «офицер» (болг. офицер) — на болгарском;
- «слон» (вьет. Tượng)  — на русском и вьетнамском;
- «копьё» (эст. oda) — на эстонском;
- «епископ» (англ. bishop; порт. bispo) — на английском и португальском;
- «гонец» (пол. goniec, ивр. רץ‎) - на польском и иврите;
- «стрелец» (чеш. střelec) — на чешском;
- «охотник» (серб. ловац; хорв. lovac) — у сербов и хорватов.

Связано это во многом с тем, что в шатрандже слон («алфил») ходил на две клетки по диагонали, перепрыгивая через фигуры, как конь. Арабы, не любившие рисовать людей и животных, оставили от слона два бивня — и раздвоенная фигура кому-то показалась шутом, кому-то католическим епископом. Около XIII века начали появляться варианты шахмат с дальнобойной фигурой, которая ходит по диагонали.

## Правила хода
Слон может перемещаться на любое число полей по диагонали, при условии, что на его пути нет фигур.
Каждый слон может перемещаться либо только по белым полям, либо только по чёрным, поэтому слонов называют белопольными и чернопольными соответственно. Обуславливается это цветом поля в начальной позиции слона. По месту расположения в начале игры и до первого сделанного хода слонов делят на королевских (стоящих возле короля) и ферзевых (стоящих возле ферзя) (впрочем, это же определение применяется также по отношению к коням и ладьям).

## Слон и материальная ценность
|   | a | b | c | d | e | f | g | h |   |
| - | --- | --- | --- | --- | --- | --- | --- | --- | - |
| 8 | e8 чёрный слон · g7 чёрный король · a6 чёрный конь · f6 чёрная пешка · e5 чёрная пешка · f5 белая пешка · g5 чёрный слон · d4 чёрная пешка · e4 белая пешка · b3 белый слон · c3 чёрная пешка · d3 белая пешка · c2 белая пешка · f1 белый король · h1 белая ладья | e8 чёрный слон · g7 чёрный король · a6 чёрный конь · f6 чёрная пешка · e5 чёрная пешка · f5 белая пешка · g5 чёрный слон · d4 чёрная пешка · e4 белая пешка · b3 белый слон · c3 чёрная пешка · d3 белая пешка · c2 белая пешка · f1 белый король · h1 белая ладья | e8 чёрный слон · g7 чёрный король · a6 чёрный конь · f6 чёрная пешка · e5 чёрная пешка · f5 белая пешка · g5 чёрный слон · d4 чёрная пешка · e4 белая пешка · b3 белый слон · c3 чёрная пешка · d3 белая пешка · c2 белая пешка · f1 белый король · h1 белая ладья | e8 чёрный слон · g7 чёрный король · a6 чёрный конь · f6 чёрная пешка · e5 чёрная пешка · f5 белая пешка · g5 чёрный слон · d4 чёрная пешка · e4 белая пешка · b3 белый слон · c3 чёрная пешка · d3 белая пешка · c2 белая пешка · f1 белый король · h1 белая ладья | e8 чёрный слон · g7 чёрный король · a6 чёрный конь · f6 чёрная пешка · e5 чёрная пешка · f5 белая пешка · g5 чёрный слон · d4 чёрная пешка · e4 белая пешка · b3 белый слон · c3 чёрная пешка · d3 белая пешка · c2 белая пешка · f1 белый король · h1 белая ладья | e8 чёрный слон · g7 чёрный король · a6 чёрный конь · f6 чёрная пешка · e5 чёрная пешка · f5 белая пешка · g5 чёрный слон · d4 чёрная пешка · e4 белая пешка · b3 белый слон · c3 чёрная пешка · d3 белая пешка · c2 белая пешка · f1 белый король · h1 белая ладья | e8 чёрный слон · g7 чёрный король · a6 чёрный конь · f6 чёрная пешка · e5 чёрная пешка · f5 белая пешка · g5 чёрный слон · d4 чёрная пешка · e4 белая пешка · b3 белый слон · c3 чёрная пешка · d3 белая пешка · c2 белая пешка · f1 белый король · h1 белая ладья | e8 чёрный слон · g7 чёрный король · a6 чёрный конь · f6 чёрная пешка · e5 чёрная пешка · f5 белая пешка · g5 чёрный слон · d4 чёрная пешка · e4 белая пешка · b3 белый слон · c3 чёрная пешка · d3 белая пешка · c2 белая пешка · f1 белый король · h1 белая ладья | 8 |
| 7 | e8 чёрный слон · g7 чёрный король · a6 чёрный конь · f6 чёрная пешка · e5 чёрная пешка · f5 белая пешка · g5 чёрный слон · d4 чёрная пешка · e4 белая пешка · b3 белый слон · c3 чёрная пешка · d3 белая пешка · c2 белая пешка · f1 белый король · h1 белая ладья | e8 чёрный слон · g7 чёрный король · a6 чёрный конь · f6 чёрная пешка · e5 чёрная пешка · f5 белая пешка · g5 чёрный слон · d4 чёрная пешка · e4 белая пешка · b3 белый слон · c3 чёрная пешка · d3 белая пешка · c2 белая пешка · f1 белый король · h1 белая ладья | e8 чёрный слон · g7 чёрный король · a6 чёрный конь · f6 чёрная пешка · e5 чёрная пешка · f5 белая пешка · g5 чёрный слон · d4 чёрная пешка · e4 белая пешка · b3 белый слон · c3 чёрная пешка · d3 белая пешка · c2 белая пешка · f1 белый король · h1 белая ладья | e8 чёрный слон · g7 чёрный король · a6 чёрный конь · f6 чёрная пешка · e5 чёрная пешка · f5 белая пешка · g5 чёрный слон · d4 чёрная пешка · e4 белая пешка · b3 белый слон · c3 чёрная пешка · d3 белая пешка · c2 белая пешка · f1 белый король · h1 белая ладья | e8 чёрный слон · g7 чёрный король · a6 чёрный конь · f6 чёрная пешка · e5 чёрная пешка · f5 белая пешка · g5 чёрный слон · d4 чёрная пешка · e4 белая пешка · b3 белый слон · c3 чёрная пешка · d3 белая пешка · c2 белая пешка · f1 белый король · h1 белая ладья | e8 чёрный слон · g7 чёрный король · a6 чёрный конь · f6 чёрная пешка · e5 чёрная пешка · f5 белая пешка · g5 чёрный слон · d4 чёрная пешка · e4 белая пешка · b3 белый слон · c3 чёрная пешка · d3 белая пешка · c2 белая пешка · f1 белый король · h1 белая ладья | e8 чёрный слон · g7 чёрный король · a6 чёрный конь · f6 чёрная пешка · e5 чёрная пешка · f5 белая пешка · g5 чёрный слон · d4 чёрная пешка · e4 белая пешка · b3 белый слон · c3 чёрная пешка · d3 белая пешка · c2 белая пешка · f1 белый король · h1 белая ладья | e8 чёрный слон · g7 чёрный король · a6 чёрный конь · f6 чёрная пешка · e5 чёрная пешка · f5 белая пешка · g5 чёрный слон · d4 чёрная пешка · e4 белая пешка · b3 белый слон · c3 чёрная пешка · d3 белая пешка · c2 белая пешка · f1 белый король · h1 белая ладья | 7 |
| 6 | e8 чёрный слон · g7 чёрный король · a6 чёрный конь · f6 чёрная пешка · e5 чёрная пешка · f5 белая пешка · g5 чёрный слон · d4 чёрная пешка · e4 белая пешка · b3 белый слон · c3 чёрная пешка · d3 белая пешка · c2 белая пешка · f1 белый король · h1 белая ладья | e8 чёрный слон · g7 чёрный король · a6 чёрный конь · f6 чёрная пешка · e5 чёрная пешка · f5 белая пешка · g5 чёрный слон · d4 чёрная пешка · e4 белая пешка · b3 белый слон · c3 чёрная пешка · d3 белая пешка · c2 белая пешка · f1 белый король · h1 белая ладья | e8 чёрный слон · g7 чёрный король · a6 чёрный конь · f6 чёрная пешка · e5 чёрная пешка · f5 белая пешка · g5 чёрный слон · d4 чёрная пешка · e4 белая пешка · b3 белый слон · c3 чёрная пешка · d3 белая пешка · c2 белая пешка · f1 белый король · h1 белая ладья | e8 чёрный слон · g7 чёрный король · a6 чёрный конь · f6 чёрная пешка · e5 чёрная пешка · f5 белая пешка · g5 чёрный слон · d4 чёрная пешка · e4 белая пешка · b3 белый слон · c3 чёрная пешка · d3 белая пешка · c2 белая пешка · f1 белый король · h1 белая ладья | e8 чёрный слон · g7 чёрный король · a6 чёрный конь · f6 чёрная пешка · e5 чёрная пешка · f5 белая пешка · g5 чёрный слон · d4 чёрная пешка · e4 белая пешка · b3 белый слон · c3 чёрная пешка · d3 белая пешка · c2 белая пешка · f1 белый король · h1 белая ладья | e8 чёрный слон · g7 чёрный король · a6 чёрный конь · f6 чёрная пешка · e5 чёрная пешка · f5 белая пешка · g5 чёрный слон · d4 чёрная пешка · e4 белая пешка · b3 белый слон · c3 чёрная пешка · d3 белая пешка · c2 белая пешка · f1 белый король · h1 белая ладья | e8 чёрный слон · g7 чёрный король · a6 чёрный конь · f6 чёрная пешка · e5 чёрная пешка · f5 белая пешка · g5 чёрный слон · d4 чёрная пешка · e4 белая пешка · b3 белый слон · c3 чёрная пешка · d3 белая пешка · c2 белая пешка · f1 белый король · h1 белая ладья | e8 чёрный слон · g7 чёрный король · a6 чёрный конь · f6 чёрная пешка · e5 чёрная пешка · f5 белая пешка · g5 чёрный слон · d4 чёрная пешка · e4 белая пешка · b3 белый слон · c3 чёрная пешка · d3 белая пешка · c2 белая пешка · f1 белый король · h1 белая ладья | 6 |
| 5 | e8 чёрный слон · g7 чёрный король · a6 чёрный конь · f6 чёрная пешка · e5 чёрная пешка · f5 белая пешка · g5 чёрный слон · d4 чёрная пешка · e4 белая пешка · b3 белый слон · c3 чёрная пешка · d3 белая пешка · c2 белая пешка · f1 белый король · h1 белая ладья | e8 чёрный слон · g7 чёрный король · a6 чёрный конь · f6 чёрная пешка · e5 чёрная пешка · f5 белая пешка · g5 чёрный слон · d4 чёрная пешка · e4 белая пешка · b3 белый слон · c3 чёрная пешка · d3 белая пешка · c2 белая пешка · f1 белый король · h1 белая ладья | e8 чёрный слон · g7 чёрный король · a6 чёрный конь · f6 чёрная пешка · e5 чёрная пешка · f5 белая пешка · g5 чёрный слон · d4 чёрная пешка · e4 белая пешка · b3 белый слон · c3 чёрная пешка · d3 белая пешка · c2 белая пешка · f1 белый король · h1 белая ладья | e8 чёрный слон · g7 чёрный король · a6 чёрный конь · f6 чёрная пешка · e5 чёрная пешка · f5 белая пешка · g5 чёрный слон · d4 чёрная пешка · e4 белая пешка · b3 белый слон · c3 чёрная пешка · d3 белая пешка · c2 белая пешка · f1 белый король · h1 белая ладья | e8 чёрный слон · g7 чёрный король · a6 чёрный конь · f6 чёрная пешка · e5 чёрная пешка · f5 белая пешка · g5 чёрный слон · d4 чёрная пешка · e4 белая пешка · b3 белый слон · c3 чёрная пешка · d3 белая пешка · c2 белая пешка · f1 белый король · h1 белая ладья | e8 чёрный слон · g7 чёрный король · a6 чёрный конь · f6 чёрная пешка · e5 чёрная пешка · f5 белая пешка · g5 чёрный слон · d4 чёрная пешка · e4 белая пешка · b3 белый слон · c3 чёрная пешка · d3 белая пешка · c2 белая пешка · f1 белый король · h1 белая ладья | e8 чёрный слон · g7 чёрный король · a6 чёрный конь · f6 чёрная пешка · e5 чёрная пешка · f5 белая пешка · g5 чёрный слон · d4 чёрная пешка · e4 белая пешка · b3 белый слон · c3 чёрная пешка · d3 белая пешка · c2 белая пешка · f1 белый король · h1 белая ладья | e8 чёрный слон · g7 чёрный король · a6 чёрный конь · f6 чёрная пешка · e5 чёрная пешка · f5 белая пешка · g5 чёрный слон · d4 чёрная пешка · e4 белая пешка · b3 белый слон · c3 чёрная пешка · d3 белая пешка · c2 белая пешка · f1 белый король · h1 белая ладья | 5 |
| 4 | e8 чёрный слон · g7 чёрный король · a6 чёрный конь · f6 чёрная пешка · e5 чёрная пешка · f5 белая пешка · g5 чёрный слон · d4 чёрная пешка · e4 белая пешка · b3 белый слон · c3 чёрная пешка · d3 белая пешка · c2 белая пешка · f1 белый король · h1 белая ладья | e8 чёрный слон · g7 чёрный король · a6 чёрный конь · f6 чёрная пешка · e5 чёрная пешка · f5 белая пешка · g5 чёрный слон · d4 чёрная пешка · e4 белая пешка · b3 белый слон · c3 чёрная пешка · d3 белая пешка · c2 белая пешка · f1 белый король · h1 белая ладья | e8 чёрный слон · g7 чёрный король · a6 чёрный конь · f6 чёрная пешка · e5 чёрная пешка · f5 белая пешка · g5 чёрный слон · d4 чёрная пешка · e4 белая пешка · b3 белый слон · c3 чёрная пешка · d3 белая пешка · c2 белая пешка · f1 белый король · h1 белая ладья | e8 чёрный слон · g7 чёрный король · a6 чёрный конь · f6 чёрная пешка · e5 чёрная пешка · f5 белая пешка · g5 чёрный слон · d4 чёрная пешка · e4 белая пешка · b3 белый слон · c3 чёрная пешка · d3 белая пешка · c2 белая пешка · f1 белый король · h1 белая ладья | e8 чёрный слон · g7 чёрный король · a6 чёрный конь · f6 чёрная пешка · e5 чёрная пешка · f5 белая пешка · g5 чёрный слон · d4 чёрная пешка · e4 белая пешка · b3 белый слон · c3 чёрная пешка · d3 белая пешка · c2 белая пешка · f1 белый король · h1 белая ладья | e8 чёрный слон · g7 чёрный король · a6 чёрный конь · f6 чёрная пешка · e5 чёрная пешка · f5 белая пешка · g5 чёрный слон · d4 чёрная пешка · e4 белая пешка · b3 белый слон · c3 чёрная пешка · d3 белая пешка · c2 белая пешка · f1 белый король · h1 белая ладья | e8 чёрный слон · g7 чёрный король · a6 чёрный конь · f6 чёрная пешка · e5 чёрная пешка · f5 белая пешка · g5 чёрный слон · d4 чёрная пешка · e4 белая пешка · b3 белый слон · c3 чёрная пешка · d3 белая пешка · c2 белая пешка · f1 белый король · h1 белая ладья | e8 чёрный слон · g7 чёрный король · a6 чёрный конь · f6 чёрная пешка · e5 чёрная пешка · f5 белая пешка · g5 чёрный слон · d4 чёрная пешка · e4 белая пешка · b3 белый слон · c3 чёрная пешка · d3 белая пешка · c2 белая пешка · f1 белый король · h1 белая ладья | 4 |
| 3 | e8 чёрный слон · g7 чёрный король · a6 чёрный конь · f6 чёрная пешка · e5 чёрная пешка · f5 белая пешка · g5 чёрный слон · d4 чёрная пешка · e4 белая пешка · b3 белый слон · c3 чёрная пешка · d3 белая пешка · c2 белая пешка · f1 белый король · h1 белая ладья | e8 чёрный слон · g7 чёрный король · a6 чёрный конь · f6 чёрная пешка · e5 чёрная пешка · f5 белая пешка · g5 чёрный слон · d4 чёрная пешка · e4 белая пешка · b3 белый слон · c3 чёрная пешка · d3 белая пешка · c2 белая пешка · f1 белый король · h1 белая ладья | e8 чёрный слон · g7 чёрный король · a6 чёрный конь · f6 чёрная пешка · e5 чёрная пешка · f5 белая пешка · g5 чёрный слон · d4 чёрная пешка · e4 белая пешка · b3 белый слон · c3 чёрная пешка · d3 белая пешка · c2 белая пешка · f1 белый король · h1 белая ладья | e8 чёрный слон · g7 чёрный король · a6 чёрный конь · f6 чёрная пешка · e5 чёрная пешка · f5 белая пешка · g5 чёрный слон · d4 чёрная пешка · e4 белая пешка · b3 белый слон · c3 чёрная пешка · d3 белая пешка · c2 белая пешка · f1 белый король · h1 белая ладья | e8 чёрный слон · g7 чёрный король · a6 чёрный конь · f6 чёрная пешка · e5 чёрная пешка · f5 белая пешка · g5 чёрный слон · d4 чёрная пешка · e4 белая пешка · b3 белый слон · c3 чёрная пешка · d3 белая пешка · c2 белая пешка · f1 белый король · h1 белая ладья | e8 чёрный слон · g7 чёрный король · a6 чёрный конь · f6 чёрная пешка · e5 чёрная пешка · f5 белая пешка · g5 чёрный слон · d4 чёрная пешка · e4 белая пешка · b3 белый слон · c3 чёрная пешка · d3 белая пешка · c2 белая пешка · f1 белый король · h1 белая ладья | e8 чёрный слон · g7 чёрный король · a6 чёрный конь · f6 чёрная пешка · e5 чёрная пешка · f5 белая пешка · g5 чёрный слон · d4 чёрная пешка · e4 белая пешка · b3 белый слон · c3 чёрная пешка · d3 белая пешка · c2 белая пешка · f1 белый король · h1 белая ладья | e8 чёрный слон · g7 чёрный король · a6 чёрный конь · f6 чёрная пешка · e5 чёрная пешка · f5 белая пешка · g5 чёрный слон · d4 чёрная пешка · e4 белая пешка · b3 белый слон · c3 чёрная пешка · d3 белая пешка · c2 белая пешка · f1 белый король · h1 белая ладья | 3 |
| 2 | e8 чёрный слон · g7 чёрный король · a6 чёрный конь · f6 чёрная пешка · e5 чёрная пешка · f5 белая пешка · g5 чёрный слон · d4 чёрная пешка · e4 белая пешка · b3 белый слон · c3 чёрная пешка · d3 белая пешка · c2 белая пешка · f1 белый король · h1 белая ладья | e8 чёрный слон · g7 чёрный король · a6 чёрный конь · f6 чёрная пешка · e5 чёрная пешка · f5 белая пешка · g5 чёрный слон · d4 чёрная пешка · e4 белая пешка · b3 белый слон · c3 чёрная пешка · d3 белая пешка · c2 белая пешка · f1 белый король · h1 белая ладья | e8 чёрный слон · g7 чёрный король · a6 чёрный конь · f6 чёрная пешка · e5 чёрная пешка · f5 белая пешка · g5 чёрный слон · d4 чёрная пешка · e4 белая пешка · b3 белый слон · c3 чёрная пешка · d3 белая пешка · c2 белая пешка · f1 белый король · h1 белая ладья | e8 чёрный слон · g7 чёрный король · a6 чёрный конь · f6 чёрная пешка · e5 чёрная пешка · f5 белая пешка · g5 чёрный слон · d4 чёрная пешка · e4 белая пешка · b3 белый слон · c3 чёрная пешка · d3 белая пешка · c2 белая пешка · f1 белый король · h1 белая ладья | e8 чёрный слон · g7 чёрный король · a6 чёрный конь · f6 чёрная пешка · e5 чёрная пешка · f5 белая пешка · g5 чёрный слон · d4 чёрная пешка · e4 белая пешка · b3 белый слон · c3 чёрная пешка · d3 белая пешка · c2 белая пешка · f1 белый король · h1 белая ладья | e8 чёрный слон · g7 чёрный король · a6 чёрный конь · f6 чёрная пешка · e5 чёрная пешка · f5 белая пешка · g5 чёрный слон · d4 чёрная пешка · e4 белая пешка · b3 белый слон · c3 чёрная пешка · d3 белая пешка · c2 белая пешка · f1 белый король · h1 белая ладья | e8 чёрный слон · g7 чёрный король · a6 чёрный конь · f6 чёрная пешка · e5 чёрная пешка · f5 белая пешка · g5 чёрный слон · d4 чёрная пешка · e4 белая пешка · b3 белый слон · c3 чёрная пешка · d3 белая пешка · c2 белая пешка · f1 белый король · h1 белая ладья | e8 чёрный слон · g7 чёрный король · a6 чёрный конь · f6 чёрная пешка · e5 чёрная пешка · f5 белая пешка · g5 чёрный слон · d4 чёрная пешка · e4 белая пешка · b3 белый слон · c3 чёрная пешка · d3 белая пешка · c2 белая пешка · f1 белый король · h1 белая ладья | 2 |
| 1 | e8 чёрный слон · g7 чёрный король · a6 чёрный конь · f6 чёрная пешка · e5 чёрная пешка · f5 белая пешка · g5 чёрный слон · d4 чёрная пешка · e4 белая пешка · b3 белый слон · c3 чёрная пешка · d3 белая пешка · c2 белая пешка · f1 белый король · h1 белая ладья | e8 чёрный слон · g7 чёрный король · a6 чёрный конь · f6 чёрная пешка · e5 чёрная пешка · f5 белая пешка · g5 чёрный слон · d4 чёрная пешка · e4 белая пешка · b3 белый слон · c3 чёрная пешка · d3 белая пешка · c2 белая пешка · f1 белый король · h1 белая ладья | e8 чёрный слон · g7 чёрный король · a6 чёрный конь · f6 чёрная пешка · e5 чёрная пешка · f5 белая пешка · g5 чёрный слон · d4 чёрная пешка · e4 белая пешка · b3 белый слон · c3 чёрная пешка · d3 белая пешка · c2 белая пешка · f1 белый король · h1 белая ладья | e8 чёрный слон · g7 чёрный король · a6 чёрный конь · f6 чёрная пешка · e5 чёрная пешка · f5 белая пешка · g5 чёрный слон · d4 чёрная пешка · e4 белая пешка · b3 белый слон · c3 чёрная пешка · d3 белая пешка · c2 белая пешка · f1 белый король · h1 белая ладья | e8 чёрный слон · g7 чёрный король · a6 чёрный конь · f6 чёрная пешка · e5 чёрная пешка · f5 белая пешка · g5 чёрный слон · d4 чёрная пешка · e4 белая пешка · b3 белый слон · c3 чёрная пешка · d3 белая пешка · c2 белая пешка · f1 белый король · h1 белая ладья | e8 чёрный слон · g7 чёрный король · a6 чёрный конь · f6 чёрная пешка · e5 чёрная пешка · f5 белая пешка · g5 чёрный слон · d4 чёрная пешка · e4 белая пешка · b3 белый слон · c3 чёрная пешка · d3 белая пешка · c2 белая пешка · f1 белый король · h1 белая ладья | e8 чёрный слон · g7 чёрный король · a6 чёрный конь · f6 чёрная пешка · e5 чёрная пешка · f5 белая пешка · g5 чёрный слон · d4 чёрная пешка · e4 белая пешка · b3 белый слон · c3 чёрная пешка · d3 белая пешка · c2 белая пешка · f1 белый король · h1 белая ладья | e8 чёрный слон · g7 чёрный король · a6 чёрный конь · f6 чёрная пешка · e5 чёрная пешка · f5 белая пешка · g5 чёрный слон · d4 чёрная пешка · e4 белая пешка · b3 белый слон · c3 чёрная пешка · d3 белая пешка · c2 белая пешка · f1 белый король · h1 белая ладья | 1 |
|   | a | b | c | d | e | f | g | h |   |

Поскольку слону доступна только половина полей доски, он слабее ладьи, которой доступны все поля. Кроме того, на пустой доске под удар ладьи попадают четырнадцать полей, тогда как под удар слона попадают от семи (если слон на краю доски) до тринадцати (в центре).
Слон может эффективно взаимодействовать с пешечной цепью, поддерживая её основание.
Не менее эффективно слон может разрушать пешечные цепи противника.
Слон примерно эквивалентен коню. Ближе к эндшпилю, если пешки на обеих сторонах доски, слон становится сильнее коня, но конь немного сильнее, если пешки только на одной стороне. 
Король с двумя разнопольными слонами или со слоном и конём может поставить мат королю соперника. Если на доске с одной стороны остаётся лишь король, а с другой — король и слон, объявляется ничья. 

## Преимущество двух слонов
Наличие у одной из сторон двух слонов, а у другой — слона и коня или двух коней расценивается как позиционное преимущество. При этом действия слонов должны быть скоординированы, что возможно лишь в открытых позициях, когда главные диагонали свободны от пешек.

## Слон в беспешечном эндшпиле
|   | a                                                                                    | b                                                                                    | c                                                                                    | d                                                                                    | e                                                                                    | f                                                                                    | g                                                                                    | h                                                                                    |   |
| - | ------------------------------------------------------------------------------------ | ------------------------------------------------------------------------------------ | ------------------------------------------------------------------------------------ | ------------------------------------------------------------------------------------ | ------------------------------------------------------------------------------------ | ------------------------------------------------------------------------------------ | ------------------------------------------------------------------------------------ | ------------------------------------------------------------------------------------ | - |
| 8 | f5 чёрный король · e3 чёрный ферзь · f3 белый слон · g3 белый слон · g2 белый король | f5 чёрный король · e3 чёрный ферзь · f3 белый слон · g3 белый слон · g2 белый король | f5 чёрный король · e3 чёрный ферзь · f3 белый слон · g3 белый слон · g2 белый король | f5 чёрный король · e3 чёрный ферзь · f3 белый слон · g3 белый слон · g2 белый король | f5 чёрный король · e3 чёрный ферзь · f3 белый слон · g3 белый слон · g2 белый король | f5 чёрный король · e3 чёрный ферзь · f3 белый слон · g3 белый слон · g2 белый король | f5 чёрный король · e3 чёрный ферзь · f3 белый слон · g3 белый слон · g2 белый король | f5 чёрный король · e3 чёрный ферзь · f3 белый слон · g3 белый слон · g2 белый король | 8 |
| 7 | f5 чёрный король · e3 чёрный ферзь · f3 белый слон · g3 белый слон · g2 белый король | f5 чёрный король · e3 чёрный ферзь · f3 белый слон · g3 белый слон · g2 белый король | f5 чёрный король · e3 чёрный ферзь · f3 белый слон · g3 белый слон · g2 белый король | f5 чёрный король · e3 чёрный ферзь · f3 белый слон · g3 белый слон · g2 белый король | f5 чёрный король · e3 чёрный ферзь · f3 белый слон · g3 белый слон · g2 белый король | f5 чёрный король · e3 чёрный ферзь · f3 белый слон · g3 белый слон · g2 белый король | f5 чёрный король · e3 чёрный ферзь · f3 белый слон · g3 белый слон · g2 белый король | f5 чёрный король · e3 чёрный ферзь · f3 белый слон · g3 белый слон · g2 белый король | 7 |
| 6 | f5 чёрный король · e3 чёрный ферзь · f3 белый слон · g3 белый слон · g2 белый король | f5 чёрный король · e3 чёрный ферзь · f3 белый слон · g3 белый слон · g2 белый король | f5 чёрный король · e3 чёрный ферзь · f3 белый слон · g3 белый слон · g2 белый король | f5 чёрный король · e3 чёрный ферзь · f3 белый слон · g3 белый слон · g2 белый король | f5 чёрный король · e3 чёрный ферзь · f3 белый слон · g3 белый слон · g2 белый король | f5 чёрный король · e3 чёрный ферзь · f3 белый слон · g3 белый слон · g2 белый король | f5 чёрный король · e3 чёрный ферзь · f3 белый слон · g3 белый слон · g2 белый король | f5 чёрный король · e3 чёрный ферзь · f3 белый слон · g3 белый слон · g2 белый король | 6 |
| 5 | f5 чёрный король · e3 чёрный ферзь · f3 белый слон · g3 белый слон · g2 белый король | f5 чёрный король · e3 чёрный ферзь · f3 белый слон · g3 белый слон · g2 белый король | f5 чёрный король · e3 чёрный ферзь · f3 белый слон · g3 белый слон · g2 белый король | f5 чёрный король · e3 чёрный ферзь · f3 белый слон · g3 белый слон · g2 белый король | f5 чёрный король · e3 чёрный ферзь · f3 белый слон · g3 белый слон · g2 белый король | f5 чёрный король · e3 чёрный ферзь · f3 белый слон · g3 белый слон · g2 белый король | f5 чёрный король · e3 чёрный ферзь · f3 белый слон · g3 белый слон · g2 белый король | f5 чёрный король · e3 чёрный ферзь · f3 белый слон · g3 белый слон · g2 белый король | 5 |
| 4 | f5 чёрный король · e3 чёрный ферзь · f3 белый слон · g3 белый слон · g2 белый король | f5 чёрный король · e3 чёрный ферзь · f3 белый слон · g3 белый слон · g2 белый король | f5 чёрный король · e3 чёрный ферзь · f3 белый слон · g3 белый слон · g2 белый король | f5 чёрный король · e3 чёрный ферзь · f3 белый слон · g3 белый слон · g2 белый король | f5 чёрный король · e3 чёрный ферзь · f3 белый слон · g3 белый слон · g2 белый король | f5 чёрный король · e3 чёрный ферзь · f3 белый слон · g3 белый слон · g2 белый король | f5 чёрный король · e3 чёрный ферзь · f3 белый слон · g3 белый слон · g2 белый король | f5 чёрный король · e3 чёрный ферзь · f3 белый слон · g3 белый слон · g2 белый король | 4 |
| 3 | f5 чёрный король · e3 чёрный ферзь · f3 белый слон · g3 белый слон · g2 белый король | f5 чёрный король · e3 чёрный ферзь · f3 белый слон · g3 белый слон · g2 белый король | f5 чёрный король · e3 чёрный ферзь · f3 белый слон · g3 белый слон · g2 белый король | f5 чёрный король · e3 чёрный ферзь · f3 белый слон · g3 белый слон · g2 белый король | f5 чёрный король · e3 чёрный ферзь · f3 белый слон · g3 белый слон · g2 белый король | f5 чёрный король · e3 чёрный ферзь · f3 белый слон · g3 белый слон · g2 белый король | f5 чёрный король · e3 чёрный ферзь · f3 белый слон · g3 белый слон · g2 белый король | f5 чёрный король · e3 чёрный ферзь · f3 белый слон · g3 белый слон · g2 белый король | 3 |
| 2 | f5 чёрный король · e3 чёрный ферзь · f3 белый слон · g3 белый слон · g2 белый король | f5 чёрный король · e3 чёрный ферзь · f3 белый слон · g3 белый слон · g2 белый король | f5 чёрный король · e3 чёрный ферзь · f3 белый слон · g3 белый слон · g2 белый король | f5 чёрный король · e3 чёрный ферзь · f3 белый слон · g3 белый слон · g2 белый король | f5 чёрный король · e3 чёрный ферзь · f3 белый слон · g3 белый слон · g2 белый король | f5 чёрный король · e3 чёрный ферзь · f3 белый слон · g3 белый слон · g2 белый король | f5 чёрный король · e3 чёрный ферзь · f3 белый слон · g3 белый слон · g2 белый король | f5 чёрный король · e3 чёрный ферзь · f3 белый слон · g3 белый слон · g2 белый король | 2 |
| 1 | f5 чёрный король · e3 чёрный ферзь · f3 белый слон · g3 белый слон · g2 белый король | f5 чёрный король · e3 чёрный ферзь · f3 белый слон · g3 белый слон · g2 белый король | f5 чёрный король · e3 чёрный ферзь · f3 белый слон · g3 белый слон · g2 белый король | f5 чёрный король · e3 чёрный ферзь · f3 белый слон · g3 белый слон · g2 белый король | f5 чёрный король · e3 чёрный ферзь · f3 белый слон · g3 белый слон · g2 белый король | f5 чёрный король · e3 чёрный ферзь · f3 белый слон · g3 белый слон · g2 белый король | f5 чёрный король · e3 чёрный ферзь · f3 белый слон · g3 белый слон · g2 белый король | f5 чёрный король · e3 чёрный ферзь · f3 белый слон · g3 белый слон · g2 белый король | 1 |
|   | a                                                                                    | b                                                                                    | c                                                                                    | d                                                                                    | e                                                                                    | f                                                                                    | g                                                                                    | h                                                                                    |   |

- Слон у сильнейшей стороны:
  - Король и два разноцветных слона (белопольный и чёрнопольный) ставят мат одинокому королю.
  - Король, слон и конь ставят мат одинокому королю.
  - Король и один слон против короля, король и любое количество одноцветных слонов (ситуация теоретически возможна, если один или несколько слонов получен(ы) превращением пешки) против короля — ничья.
- Слон у слабейшей стороны:
  - Король и слон против короля и ладьи — как правило, ничья. Королю нужно стремиться в угол, по цвету противоположный цвету слона, иначе мат.
  - Король и слон против короля и ферзя — как правило, проигрыш.
  - Король и два разноцветных слона против короля и ферзя — как правило, проигрыш. В ряде случаев для выигрыша сильнейшей стороне необходимо большое количество ходов, тогда возможна ничья по правилу 50 ходов. Кроме этого существует одна ничейная крепость («позиция Лолли») рядом с углом доски, например Kpg2+Cf3+Cg3/Kpf5+Фe3 1.Ch2!